# 小行星8351
小行星8351是一颗围绕太阳公转的小行星。1989年3月10日，鈴木憲藏、古田俊正在丰田市发现了此天体。
这颗小行星的绝对星等为346.9161839095687等。